# Asociación Española de Ejecutivas y Consejeras
La Asociación Española de Ejecutivas y Consejeras (EJECON o EJE&CON), también conocida como Asociación Española de Ejecutiv@s y Consejer@s para destacar su carácter inclusivo de mujeres y hombres, es una organización sin ánimo de lucro española que tiene como fin poner en valor el talento sin género como manera de potenciar la igualdad de oportunidades entre mujeres y hombres y de aumentar los beneficios para las empresas, así como realizar acciones prácticas para que el acceso de mujeres a los puestos directivos sea una realidad. Se creó en 2015 por 110 directivas españolas y está presidida por Cristina Sancho Ferrán.
EJE&CON es de ámbito estatal. Tiene su sede en Madrid y actividad en diversas comunidades autónomas, siendo especialmente activa en Madrid, Cataluña y Comunidad Valenciana. Al comenzar 2025, contaba con más de 2.300 personas asociadas. 

## Objetivos
La finalidad de la asociación es crear los espacios idóneos para dar continuidad a los objetivos marcados en Promociona, a través de las ejecutivas que ya habían concluido Promociona y deseaban aportar su impulso e implicación personal, el talento y la visibilidad de las mujeres en la Alta Dirección y el acceso a los Consejos de Administración. En concreto: 
- Promocionar la presencia de las mujeres en los puestos de Alta Dirección y Consejos de Administración
- Ser agente impulsor de cambio generando una conciencia social que prime las capacidades y habilidades profesionales para el acceso a puestos de máxima responsabilidad promoviendo la diversidad, la competitividad y la sostenibilidad de las empresas e instituciones.
- Transmitir sus valores de excelencia, para hacer las cosas bien; innovación, para hacer las cosas de manera distinta; integridad, para hacer las cosas con ética y transparencia; pasión, para hacer las cosas con ilusión, emoción, motivación y energía; y determinación, para mantener la perseverancia en la consecución de objetivos.

## Historia
La asociación se creó en mayo de 2015 como iniciativa del grupo de las 110 ejecutivas que habían participado hasta entonces en el proyecto Promociona, el Programa Ejecutivo de Mujeres en la Alta Dirección, en las ediciones 1 y 2. Promociona está dirigido a la identificación y promoción del talento femenino, mediante el desarrollo y fortalecimiento de las capacidades y habilidades profesionales y de liderazgo de mujeres, que pretende facilitar su acceso a los puestos de toma de decisión de las empresas. Está promovido y desarrollado por el Instituto de la Mujer y para la Igualdad de Oportunidades y la CEOE, cofinanciado por el Fondo Social Europeo (en el periodo 2013-2015 el proyecto fue cofinanciado por el Ministerio de Sanidad, Servicios Sociales e Igualdad (MSSSI) y por fondos del Espacio Económico Europeo (EEE), y a partir de esa fecha por el MSSSI) y realizado en ESADE.
La Reina Letizia recibió en octubre de 2015 a una representación de EJECON mostrando su apoyo a sus objetivos fundamentales promocionar la presencia de las mujeres en los puestos de alta dirección y consejos de administración y concienciar a la sociedad para que se primen las capacidades y habilidades profesionales en el acceso a los puestos de máxima responsabilidad.
El Gabinete de Presidencia, cuya última renovación se produjo en junio de 2024, está conformado por Cristina Sancho, Presidenta, Luis Enrique de la Villa, Secretario General, y Peña Solano, Tesorera. La asociación cree en los liderazgos compartidos y por ello organiza su actividad a través de Vicepresidencias que dirigen los Comités de áreas temáticas: Yolanda Pérez y Maijo Gálvez en el Comité de Gobierno Corporativo, María del Castillo y Ágata Gelabertó en el Comité de Talento y Desarrollo; Marisa Estévez en el Comité de Foros; Mercedes Hernández y María Luisa Melo en el Comité de Observatorio de Innovación y Tendencias; Sabrina Femenía y Carlos Hernández en el Comité de Membership y Cultura Interna; María José Bastero en el Comité de Innovación e Infraestructuras Digitales; Beatriz García-Quismondo, Lidia Zommer y Begoña Tiscar en el Comité de Comunicación y Marketing. 

## Actividades
- Sensiblización y concienciación[9][10][11][5][12][13][14]
- Eventos[15][16]
- Premios EJECON al Talento Sin Género
- Programa de Liderazgo MatEsElla / MathIsShe[17][18][19]
- Foros sectoriales
- Buen Gobierno Corporativo
- Proyecto #HeForShe[20]
- Mentoring[21][22][23][24]
- Programa Consejer@s
- Código de Buenas Prácticas para la Gestión del Talento y la Mejora de la Competitividad en la Empresa[25][26][27]

## Premios
EJECON decidió crear los Premios Talento Sin Género para dar visibilidad a las empresas e instituciones que promocionan el talento sin tener en cuenta el género y concienciar a las demás de que el talento es un potente motor de transformación. Los premios cuentan con la Presidencia de Honor de Su Majestad la Reina Letizia y se conceden en cinco categorías. Las ediciones celebradas son:
- I Premios Talento Sin Género (2017)[29][30][31][32][33]

- II Premios al Talento Sin Género (2018)[34][35][36][37][38][39]

- III Premios al Talento Sin Género (2019)
- IV Premios al Talento Sin Género (2020)
- V Premios al Talento Sin Género (2021)
- VI Premios al Talento Sin Género (2022)
- VII Premios al Talento Sin Género (2023)
- VIII Premios al Talento Sin Género (2024)